# IX wiek p.n.e.
IX wiek p.n.e.

XI wiek p.n.e. X wiek p.n.e. IX wiek p.n.e. VIII wiek p.n.e. VII wiek p.n.e.

## Zmarli
- 824 p.n.e. – Salmanasar III, król Asyrii

## Wydarzenia w Europie
- ok. 900 p.n.e. – początki kultury Golasecca (okolice jez. Lago Maggiore).
- Powstanie miasta Sparta.
- Zaczęto budować uzbrojone statki (Grecja).

## Wydarzenia w Azji
- ok. 900 p.n.e. – początek wielkiej kolonizacji fenickiej
- 884 p.n.e. – początek rządów Aszurnasirpala II w Asyrii; za jego panowania Asyria podporządkowuje sobie, dzięki bezwzględnej kampanii, Fenicję
- 880 p.n.e. lub 859 p.n.e. – początek panowania pierwszego historycznego króla Urartu – Aramego
- 878 p.n.e. – w Izraelu władzę objęła dynastia Omrydów
- 859 p.n.e. – władcą Asyrii został Salmanasar III, który kontynuował agresywną politykę swego ojca
- 851 p.n.e. – Salmanasar III uznany królem Babilonu
- 841 p.n.e. – wytępienie dynastii Omrydów przez Jehu, który został nowym królem Izraela, płacącym haracz Asyrii
- 824 p.n.e. – spory wewnętrzne po śmierci Salmanasara III doprowadziły do chwilowego osłabienia Asyrii
- 811–806 p.n.e. – w tych latach miała w imieniu niepełnoletniego syna sprawować władzę nad Asyrią Semiramida

## Wydarzenia w Afryce
- około 900 p.n.e. – założenie królestwa Napata w północno-wschodniej Afryce
- około 837 p.n.e. - 798 p.n.e. – spory dynastyczne za panowania Szeszonka III doprowadziły do podziału Egiptu
- 814 p.n.e. – przyjęta data założenia przez Fenicjan z Tyru kolonii Kartagina w północnej Afryce

## Wydarzenia w Ameryce
- około 900 p.n.e. – La Venta staje się nowym ośrodkiem kultury olmeckiej
- około 850 p.n.e. – powstanie kultury Chavín w Peru

Więcej wydarzeń w artykułach dotyczących poszczególnych lat:

900 p.n.e. 899 p.n.e. 898 p.n.e. 897 p.n.e. 896 p.n.e. 895 p.n.e. 894 p.n.e. 893 p.n.e. 892 p.n.e. 891 p.n.e. 
890 p.n.e. 889 p.n.e. 888 p.n.e. 887 p.n.e. 886 p.n.e. 885 p.n.e. 884 p.n.e. 883 p.n.e. 882 p.n.e. 881 p.n.e. 
880 p.n.e. 879 p.n.e. 878 p.n.e. 877 p.n.e. 876 p.n.e. 875 p.n.e. 874 p.n.e. 873 p.n.e. 872 p.n.e. 871 p.n.e. 
870 p.n.e. 869 p.n.e. 868 p.n.e. 867 p.n.e. 866 p.n.e. 865 p.n.e. 864 p.n.e. 863 p.n.e. 862 p.n.e. 861 p.n.e. 
860 p.n.e. 859 p.n.e. 858 p.n.e. 857 p.n.e. 856 p.n.e. 855 p.n.e. 854 p.n.e. 853 p.n.e. 852 p.n.e. 851 p.n.e. 
850 p.n.e. 849 p.n.e. 848 p.n.e. 847 p.n.e. 846 p.n.e. 845 p.n.e. 844 p.n.e. 843 p.n.e. 842 p.n.e. 841 p.n.e. 
840 p.n.e. 839 p.n.e. 838 p.n.e. 837 p.n.e. 836 p.n.e. 835 p.n.e. 834 p.n.e. 833 p.n.e. 832 p.n.e. 831 p.n.e. 
830 p.n.e. 829 p.n.e. 828 p.n.e. 827 p.n.e. 826 p.n.e. 825 p.n.e. 824 p.n.e. 823 p.n.e. 822 p.n.e. 821 p.n.e. 
820 p.n.e. 819 p.n.e. 818 p.n.e. 817 p.n.e. 816 p.n.e. 815 p.n.e. 814 p.n.e. 813 p.n.e. 812 p.n.e. 811 p.n.e.
 810 p.n.e. 809 p.n.e. 808 p.n.e. 807 p.n.e. 806 p.n.e. 805 p.n.e. 804 p.n.e. 803 p.n.e. 802 p.n.e. 801 p.n.e.